# 772 př. n. l.
Století: 9. století př. n. l. – 8. století př. n. l. – 7. století př. n. l.
Roky: 777 776 775 774 773 – 772 př. n. l. – 771 770 769 768 767

## Události
- asyrský král Sargon II. vítězí v Urartu a pustoší Palestinu – Samaří.
- Ezechiáš organizuje na jihu Palestiny protiasyrské povstání

## Hlava státu
- Asyrská říše – Sargon II.
- Babylonie – Eriba-Marduk